# Карліс Зале
Карліс Зале (латис. Kārlis Zāle; 28 жовтня 1888, Мажейкяй — 19 лютого 1942, Інчукалнс) — латвійський скульптор. Один із авторів Пам'ятника Свободи у Ризі.

## Біографія
Карл Зале шкільні роки провів у Лієпаї, де його старший товариш, а згодом співавтор Ернест Шталберг підготував його до вступу в художнє училище.
У 1913 році успішно закінчив, добре відоме в Росії, Казанське художнє училище.
Згодом Зале навчався в Санкт-Петербурзі в школі Товариства заохочення художників. Практику живописця проходив у художника Г. Р. Залеман.
Закінчив цю школу в 1915 році.
У 1917 році вступив і в 1920 році закінчив ВХУТЕІН (колишню Академію мистецтв) в Петрограді, де навчався у скульптора, професора А. Т. Матвєєва.
Паралельно з цим займався в «Вільних художніх майстернях».
В цей же час в місті, який тоді вже іменувався Петроградом, Карл Зале разом з Ернестом Шталбергом, який в цей час вже був викладачем ВХУТЕИНа, брав участь у практичній реалізації ленінського плану монументальної пропаганди.
Ідея плану полягала в кардинальному переоформленні художнього наповнення Петрограда, тобто у створенні нових пам'ятників, які відповідали б авангардним концепціям культури більшовиків.
У процесі роботи над здійсненням плану монументальної пропаганди Карлом Зале був створений пам'ятник російському літературному критику і публіцисту Миколі Добролюбову. В цей же час майстер працював над образом народного героя Італії, військового вождя національно-визвольного руху — Джузеппе Гарібальді, в 1919 році монумент був встановлений в Петрограді. Пам'ятники Добролюбова і Гарібальді були створені з недовговічних матеріалів і не збереглися до наших днів.
У 1919 році Карл Залі працював над ескізом пам'ятника борцям революції в Ризі.

## Повернення до Латвії
У 1923 році Карл Зале разом з багатьма художниками латвійського походження (Ріхардом Заріньш, Теодором Залькалн, Карліс Міесніеком, Ернестом Шталбергом та іншими) на запрошення уряду повернувся до Латвії, яка в цей час стала незалежною державою.
Скульптор Карл Зале був прийнятий до своїх лав представниками творчої інтелігенції, які з ентузіазмом почали створювати сучасне і «національне по формі» мистецтво молодого Латвійської держави.
Департамент культури Латвії став доручати скульптору масштабні роботи.
C 1924 по 1936 Карл Зале разом з групою архітекторів працює над створенням великого меморіального ансамблю ризького Братського кладовища.
У цей період співавторами Карліса Зале були його старий лієпайський товариш, викладач архітектурного факультету Латвійського університету — архітектор Ернест Шталберг, до цього часу став головою «Товариства Архітекторів Латвії», — і архітектор Олександр Бірзеніекс (1893—1980), згодом доцент університету та Політехнічного інституту. Разом з цими майстрами було розроблено та виконано кілька меморіальних споруд.

## Робота над Пам'ятником Свободи
У 1931 році було розпочато роботу над головним монументом цього періоду — Пам'ятником Свободи. Він височить на тому ж місці, де раніше з 1910 по 1913 рік перебував пам'ятник Петру Першому (скульптор Шмідт).
Скульптурне оформлення пам'ятника — плід праць Карліса Зале. Співавтором скульптора при створенні монумента був архітектор Ернест Шталберг, випускник Імператорської Академії Мистецтв, а з 1919 по 1922 ректор ВХУТЕМАСа в Петрограді.
Монумент Свободи був споруджений на народні пожертвування. Пам'ятник урочисто відкрито в 1935 році. Висота монумента сягає 42 метрів.
З південно-західного боку (з причин інсоляції, найвигіднішою для будь-якого об'ємного зображення) знаходиться ключова фігура ансамблю — символічна скульптура Матері-Латвії зі щитом свободи.
Зі східного боку монумента зображений «прикутий герой», який відображений скульптором в момент, коли він розриває утрудняють його ланцюга.
На північній стороні пам'ятника розташований барельєф, присвячений подіям 13 січня 1905, це була реакція пролетаріату Риги на кривава неділя в Петербурзі. На барельєфі можна чітко розгледіти фігуру вершника унтер-офіцерської роти, який замахнувся нагайкою.
На одному з рельєфів постаменту зображений ряд латиських стрільців, а з північного боку — особливим емоційно-образним настроєм відрізняється фігура Лачплесіса, героя однойменного епосу, створеного Андрієм Пумпура та програмної п'єси Райніса «Вогонь і ніч». Богатир Лачплесіс зображений таким, що розриває пащу ведмедя.
За ескізами та гіпсової моделі Карла Залі модельник зі Швеції Рагнар Мюрсмедден виконав у матеріалі жіночу фігуру, що одержала ім'я Милда, перекликається з ім'ям древнебалтійской богині любові мільдью.
Сама ідея увічнити звільнення латиського народу від ярма остзейских поміщиків і від режиму царського самодержавства народилася в кабінетах відомства культури на початку 20-х років. Скульптурна ідея пам'ятника відображає могутність фізичної та духовної сили народу і оспівує висоту його морально-етичних принципів.
Багато в чому скульптурне здійснення ідеї ансамблю пам'ятника Свободи, як і у випадку з ансамблем меморіального комплексу Братського кладовища, можна співвіднести з переосмисленими (в рамках нової епохи) мотивами національного модерну. А весь монумент — це зразок латвійського варіанти стилю ар-деко.
При створенні скульптур був використаний аллажський вапняний туф, італійський травертин і пісковик.

## Створення меморіального комплексу Братського кладовища
Перший проект планування кладовища був розроблений в 1917 році ландшафтним архітектором Андрієм Зейдаксом і майстром ризького модерну Ейжен Лаубе.
Після проголошення незалежності Латвії в 1920 році в рамках нового відомства «Культури і охорони пам'яток» був заснований спеціальний Комітет Братського кладовища, який курирував будівництво архітектурного ансамблю і загальний благоустрій території.
Скульптор Карл Зале і архітектори: Олександр Бірзеніекс, Петеріс Феддер та ландшафтний дизайнер Андрій Зейдакс працювали над створенням цього комплексу протягом двох десятиліть.
Меморіал оточений стіною, на якій виконані скульптурні зображення гербів міст і повітів Латвії.
У центрі, над цією девятиметровой стіною, під якою покояться латиські стрільці, підноситься монументальна скульптура Матері-Латвії, що благословляє полеглих воїнів.
Поруч із стіною Карл Зале виконав чотири символічні фігури витязів, що уособлюють регіони Латвії — Курземе, Земгале, Латгале і Відземе.
Примітні майже чотириметрова скульптурна композиція «Умираючі вершники» і горельєф «Полеглі брати» у середній частині ансамблю.
Скульптурні групи органічно поєднуються з композицією всього ансамблю.
Монументальні фігури і рельєфні зображення виконані із застосуванням форм і прийомів латиського національного романтизму, що панував з 1908 по 1915 рік, і отримав новий розвиток в тридцяті роки.
У середині 1950-х років на території Братського меморіального кладовища під керівництвом архітектора П. П. Саулітіса були проведені широкомасштабні реставраційні роботи.